# Макуха (деревня)
 Макуха  — разъезд в Лузском муниципальном округе Кировской области.

## География
Расположен на расстоянии примерно 5 км по прямой на юг-юго-восток от районного центра города Луза на левобережье реки Луза у железнодорожной линии Киров-Котлас.

## История
Известен с 1939 года. В 1950 году здесь было 15 хозяйств и 32 жителя, в 1989 4 жителя . До конца 2020 года находилась в составе Лузского городского поселения. Ныне имеет дачный характер.

## Население
| 2010 |
| ---- |
| 0    |

Постоянное население составляло 2 человека (русские 100%) в 2002 году, 0 в 2010.